# L'Homme qui vendit la Lune
L'Homme qui vendit la Lune (titre original : The Man Who Sold the Moon) est un roman court de Robert Heinlein publié pour la première fois en 1950 (en 1958 en français par Hachette/Gallimard), et faisant partie de l’Histoire du futur. Elle raconte le projet du premier atterrissage sur la Lune, à la fin des années 1970. 
Le roman court a une suite lointaine, intitulée Requiem.

## Résumé
Au début des années 1970, Delos D. Harriman, riche directeur américain propose à George Strong, son plus proche associé, d'organiser le premier voyage sur la Lune. Les techniques spatiales ne sont alors que balbutiantes (le principal satellite artificiel a été détruit lors d'un accident dans l'année précédente).
Par un grand nombre d'astuces politiques, judiciaires et comptables, le projet voit le jour, malgré son coût astronomique. Harriman en est le principal acteur, par son charisme et sa prévoyance. De multiples apports de capitaux sont évoqués voire détaillés, tels que la promesse d'installation de radiodiffusion sans censure, la vente de titres de propriétés ou même de timbres. L'entreprise réussira sans presque aucune malhonnêteté.
Harriman réclame d'être dans la première fusée, mais le budget le contraint à laisser un pilote seul faire le premier aller-retour. Malgré son insistance, les voyages suivants lui sont refusés par ses associés, qui le contraignent de multiples façons, car le danger est trop important pour celui sur lequel repose tout le projet.

## Thème
Robert Heinlein poursuit dans cette nouvelle la thématique du début de la colonisation humaine de la Lune, thème central d'autres nouvelles telles que Les Puits noirs de la Lune (1947). Robert Heinlein initie cette séquence par un document d'ingénierie technique en 1945 : alors ingénieur civil pour le compte de la Marine américaine, il transmet à sa hiérarchie un projet de mission lunaire qui, adopté par l'U.S. Navy, sera discuté (et rejeté) l'année suivante en réunion de cabinet à la Maison-Blanche.

## Influence
Destination... Lune ! emprunte à cette nouvelle et au roman Rocket Ship Galileo. Le scénario du film sera écrit après L'Homme qui vendit la Lune, mais avant la parution de cette dernière.
David Bowie, dans l'album presque homonyme The Man Who Sold the World, voit ses chansons souvent influencées ou directement dérivées de la science-fiction.

## Éditions en français
- dans L'Homme qui vendit la Lune, Hachette/Gallimard, coll. Le Rayon fantastique no 58, 1958.
- dans Histoire du futur (Tome 1),  OPTA, coll. Club du livre d'anticipation, 1967.
- dans Histoire du futur (Tome 1), L'Homme qui vendit la Lune, Presses-Pocket/Pocket, coll. Science-fiction no 5043, 1979 (rééd. 1987 et 1991 )
- dans Histoire du futur (Tome I), L'Homme qui vendit la Lune, Gallimard, coll. Folio SF no 207, 2005.